# 浪速高等学校・中学校
浪速高等学校・中学校（なにわこうとうがっこう・ちゅうがっこう、英: Naniwa Junior/Senior High School）は、大阪府大阪市住吉区にある私立中学校・高等学校。神社神道を建学の精神としており、高校は2004年（平成16年）まで、中学校は2006年まで男子校であった。略称は「浪高」（なみこう）。

## 概要
前身は1923年（大正12年）、神社本庁指定の神主など神職養成機関の財団法人大阪國學院（皇典講究所大阪分所の後身）により東成郡依羅村大字山之内に設置された浪速中学校（旧制。現在地）。神社神道を教育の根幹に置き、神社神道の精神を背景とした全人教育と大学進学、そしてクラブ活動での錬磨や奉仕活動を通して、社会参加など幅のある人格形成を目指している。
校訓は「浄（きよき）・明（あかき）・正（ただしき）・直（なおき）」。

### 民間人校長の赴任
住友金属工業の子会社取締役から「関西公立校初の民間人校長」として大阪府立高津高等学校に赴任した木村智彦を、2006年（平成18年）12月、浪速学院の理事長・校長として迎えた。大阪府立高校では「現役で国公立大学に100人合格」という目標を掲げ、国公立大合格者数を倍増させる業績を残していたものの、教職員への「パワーハラスメント」があったと大きく報道され辞任に至っていた。木村が理事長に就任後、浪速中・高の入学者数は増加し、3年間で赤字体質から転換できたとされた。しかし木村（75歳　2022年現）が理事長就任後の浪速高校は不祥事が相次いでおり、大きな問題となっている。

## 沿革

### 年表
- 1923年（大正12年） - 4月、財団法人大阪國學院によって、「浪速中学校」設立（旧制中学校。文部省告示4月7日付第271号で4月開校認可[1]）
- 1947年（昭和22年） - 4月1日、太平洋戦争後の学制改革により新制の中学校「浪速中学校」設置
- 1948年（昭和23年） - 4月1日、学制改革により新制の高等学校「浪速高等学校」設置
- 1958年（昭和33年） - 中学校の生徒募集を停止
- 1983年（昭和58年） - 高校に理数科を設置
- 1985年（昭和60年） - 中学校の生徒募集を再開
- 2005年（平成17年） - 高校を男女共学とする
- 2007年（平成19年） - 中学校を男子のみから男女共学とする
- 2009年（平成21年） - 関西大学パイロット推薦制度指定校となり、中学校を「関西大学連携浪速中学校」と改称。中高一貫の「関大コース」を設置
- 2011年（平成23年） - 学校法人大阪国学院が学校法人浪速学院へ改称
- 2012年（平成24年） - 千早清明寮が完成。関西大学との連携協定を解消し、校名を「浪速中学校」に戻す。「関大コース」募集停止
- 2016年（平成28年） - 高校の理数科を募集停止し、文理SIコースを新設
- 2022年（令和４年)　-労働基準法違反で書類送検

## 基礎データ

### 諸費用
初年度の学費は高校99万円、中学校97万円（授業料ほか2021年度の募集要項）。

### 交通アクセス
鉄道
- 南海高野線 我孫子前駅より南東へ約550m（徒歩で約7分）
- JR阪和線 我孫子町駅より南西へ約900m（徒歩で約9分）または杉本町駅 北西へ約550m（徒歩で約7分）
- 地下鉄御堂筋線あびこ駅より西へ約1.5km（徒歩で約20分）

### 象徴
制服
制服がある。2019年には、制定鞄と体操服のデザインも変更された。

### 学校施設
校舎は2013年に建設着手。グラウンドも全面人工芝となった。そのほか下記の施設がある。
- 「体育館兼講堂」
- 「浪速武道館」：柔道場、空手道場、剣道場、弓道場、お茶室、雅楽練習場
- 「新クラブハウス棟」：部室、カフェテリア、軽音楽部練習場
- 宿泊施設 「至誠寮」(大阪市）
- 千早清明寮 - 2012年完成
- 校外宿泊学習施設「多聞尚学館」 - 閉校した旧千早赤阪村立多聞小学校の校舎を購入し、2009年に開館
- 校外総合運動場「浪速ふくろうスタジアム」（堺市） - 2010年設置
- スポーツ施設「高天原スポーツキャンパス」（堺市）

## 諸活動

### 部活動
運動部
- 硬式野球部 - 1991年春（第63回）、2001年春（第73回、ベスト8進出）選抜高校野球に出場[要出典]。
- 弓道部 - 2006年、2015年、2018年　2022年　インターハイに男子団体、女子団体が出場[要出典]。
- 空手道部 - 全国高等学校総合体育大会の2016年の男子団体組手の部で優勝[6]

- ラグビー部
- サッカー部
- ボクシング部
- バレーボール部
- 男子バスケットボール部
- 女子バスケットボール部
- テニス部
- 軟式野球部
- アメリカンフットボール部
- ソフトテニス部
- 柔道部
- 剣道部
- 卓球部
- 水泳部
- 陸上競技部
- ゴルフ部
- アイススケート部

文化部
- 吹奏楽部 - 2019年大阪府吹奏楽コンクールで金賞。同コンクールの中地区大会で8年連続金賞。
- ダンス部 - 日本高校ダンス部選手権では、2017年の冬の全国大会と2018年の春の全国大会で優秀賞。そのほか2015年[7]や2019年も全国大会に出場[8]。
- パソコン部 - 『WRO大阪中央予選ミドル級』2位・3位[要出典]

- 雅楽部
- 軽音楽部
- 合唱部
- 茶道部
- 神楽部
- 化学部
- 放送部
- 生物部
- 家庭科部
- ESS部
- インターアクトクラブ部
- 鉄道研究部
- 美術部
- ベンチャースカウト部
- 華道部
- 歴史研究部
- 津軽三味線部
- 書道部
- 写真部

## 不祥事

### 「確実に関西大学に入学」虚偽宣伝
関西大学と推薦入学に関する取り決め事項が存在しないのに、入試説明会等で「（中高一貫の）関大コースに入れば、間違いなく関大に（推薦）入学できる」と虚偽の宣伝をしていた。この不祥事により2012年4月関西大学は浪速との連携解消を決めた。また、教職員に未払い残業代の9割を放棄させていた問題も発覚した。

### 大学合格実績水増し問題
2011年度の大学入試では大学合格実績水増し問題も発覚して大きく報道された。成績優秀な生徒4人の受験費用を学校側が実質負担し、立命館大理系学部を中心に延べ22学部・学科に余分に受験させた。学校側は立命館大の2011年度合格者数を「32人」と発表したが、うち9人分は生徒1人が合格したものだった。同校は木村智彦の指示で2010年5月から本格的に水増し行為を実施しており、受験生名簿等は「Ｘファイル」と名付けられ極秘扱いとされ、生徒が自主的に受験する本命大学の費用は負担せず、水増し目的の受験費用のみ学校側が負担することや、金銭授受を示す文書は残さないなどのルールがあり、関連の会合後、関係書類は全て回収され、厳重に口止めされた。

### 部活いじめ動画LINE投稿
高校総体で優勝するなど強豪として知られるクラブ活動の空手道部において、引退した3年生部員6人が、同級生1人の顔を殴り、その様子をLINEに投稿していたことが判明し、高校側は関与した部員について2016年11月10日付で、いじめであると認定した上で停学処分とし、空手道部も練習が取り止めとなった。

### 教員の勤務データ書き換え
教員が行った残業を「業務外」と申告するように勤務データを書き換えさせ、割増賃金を支払っていなかったとして、2022年3月23日、大阪南労働基準監督署は学校法人・浪速学院と労務担当の男性役員を労働基準法違反の疑いで書類送検した。教員8人が、試験の採点や保護者対応、朝早く出勤する当番、クラブ活動など法定時間を超える業務を行ったにもかかわらず、「業務外」として勤務データを意図的に書き換えさせた疑いがあるという。

## 著名な出身者
政治
- 萩原仁 - 立憲民主党の元衆議院議員
- 南出賢一 - 泉大津市長

経済
- 上山勝也 - 串カツチェーン「だるま」運営

研究
- 道坂昭廣 - 京都大学大学院人間・環境学研究科教授

芸能
- 赤井英和 - タレント。元プロボクサー
- 石川利光 - 尺八演奏家
- 和泉修 - お笑い芸人
- 石平信司 - アニメーション監督
- 桂歌蔵 - 落語家
- 桂小梅 - 落語家
- 元祖おかもと - 喜劇俳優
- 喜多修平 - 歌手
- 木村義志 - 著作家
- 小森園洋志 - お笑い芸人
- 国司憲一郎 - アナウンサー
- 塩田丸男 - 評論家
- 笑福亭鶴瓶 - 落語家
- 高島秀行 - 実業家
- 武本比登志 - 画家
- 西浦達雄 - 作曲家
- 林敏夫 - 歌舞伎役者
- 林家ペー - 落語家。写真家
- はるき悦巳 - 漫画家
- 藤本義一 - 作家
- 堀畑裕之 - デザイナー
- みなみかわ - お笑い芸人
- 室谷信雄 - 喜劇役者
- 吉田定一 - 児童文学作家
- 大橋和也 - アイドル（なにわ男子）
- 小島健 - アイドル（Aぇ!group）

スポーツ
- 石田力哉 - アメリカンフットボール
- 市口政光 - レスリング選手
- 坂晃典 - プロボクサー
- 島田貴裕 - サッカー選手
- 須本光希 - フィギュアスケート
- 高平拓弥 - ラグビー選手
- 友野一希 - フィギュアスケート
- 中嶋平八 - キックボクサー
- 二階堂迅 - プロボクサー
- 横山葵海 - プロボクサー

プロ野球
- 岩木康郎
- 大引啓次
- 大橋棣
- 北川晋
- 近藤大亮
- 田中千晴